# Juan Antonio Samaranch
Juan Antonio Samaranch (n. 17 iulie 1920, Barcelona, Catalonia, Spania – d. 21 aprilie 2010, Barcelona, Catalonia, Spania) a fost președintele Comitetului Internațional Olimpic în perioada 1980-2001.

## Biografie

### Viață timpurie
S-a născut în familia unui bogat industriaș spaniol. A făcut școala de afaceri la Barcelona după care, odată cu terminarea războiului civil, a participat în conducerea afacerii familiei; ulterior a activat în domeniul bancar, de construcții și de afaceri imobiliare. 

### Comitetul Olimpic Internațional
A participat la competiții în box și hochei pe role. Implicat în mod constant în viața publică și politică în timpul dictaturii franchiste, în 1954 a fost ales în consiliul orășenesc al Barcelonei, ca și în Comitetul Olimpic Spaniol; din acest moment începe să ocupe diferite funcții în Comitetul Olimpic Internațional (C.O.I.). Sub regimul (încă) fascist, a fost numit în 1977 ambasador în la Moscova. Juan Antonio Samaranch a fost membru în Falangă (partidul fascist) înființat de fiul dictatorului Miguel Primo de Rivera, partid mai târziu cooptat de dictatorul Francisco Franco pentru a deveni, prin fuziune cu alte mișcări de dreapta (catolice și conservatoare), partid unic. 
Din 1980, ca președinte al C.O.I., a reușit să negocieze cu abilitate compromisuri între „beligeranții” Războiului Rece spre folosul sportului internațional; ulterior a fost acuzat pentru corupția din interiorul comitetului după scandalul legat de Olimpiada de iarnă la Salt Lake City, dar apoi a introdus reformele necesare care au reparat reputația forului.